# 哌园蛛
哌园蛛（学名：Araneus pecuensis）为园蛛科园蛛属的动物。在中国大陆，分布于等地。该物种的模式产地在中国。